# 健達繽紛樂巧克力

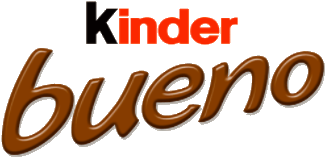
健達繽紛樂商标

健達繽紛樂巧克力，或稱健达缤纷乐（英语：Kinder Bueno），是巧克力制造商费列罗（Ferrero），出品的一种牛奶榛果威化流心巧克力。缤纷乐是牛奶巧克力加上威化外层，内含流心牛奶榛果酱，销售包装分为2条和6条两种。

## 品名及起源
- Kinder是德语中“孩子們”的意思，Bueno是西班牙语中“好、好吃的、美味的”的意思。
- 缤纷乐原产国为意大利，销售始于1990年，第一站是1991年在德国。

- 20世纪90年代中期，健达缤纷乐开始进入拉丁美洲（巴西、阿根廷和墨西哥）、马来西亚、以色列和希腊。从1999年开始法国和德国开始销售，英国和加拿大则从2004年开始变为常见商品。 健达缤纷乐拆开包装之后

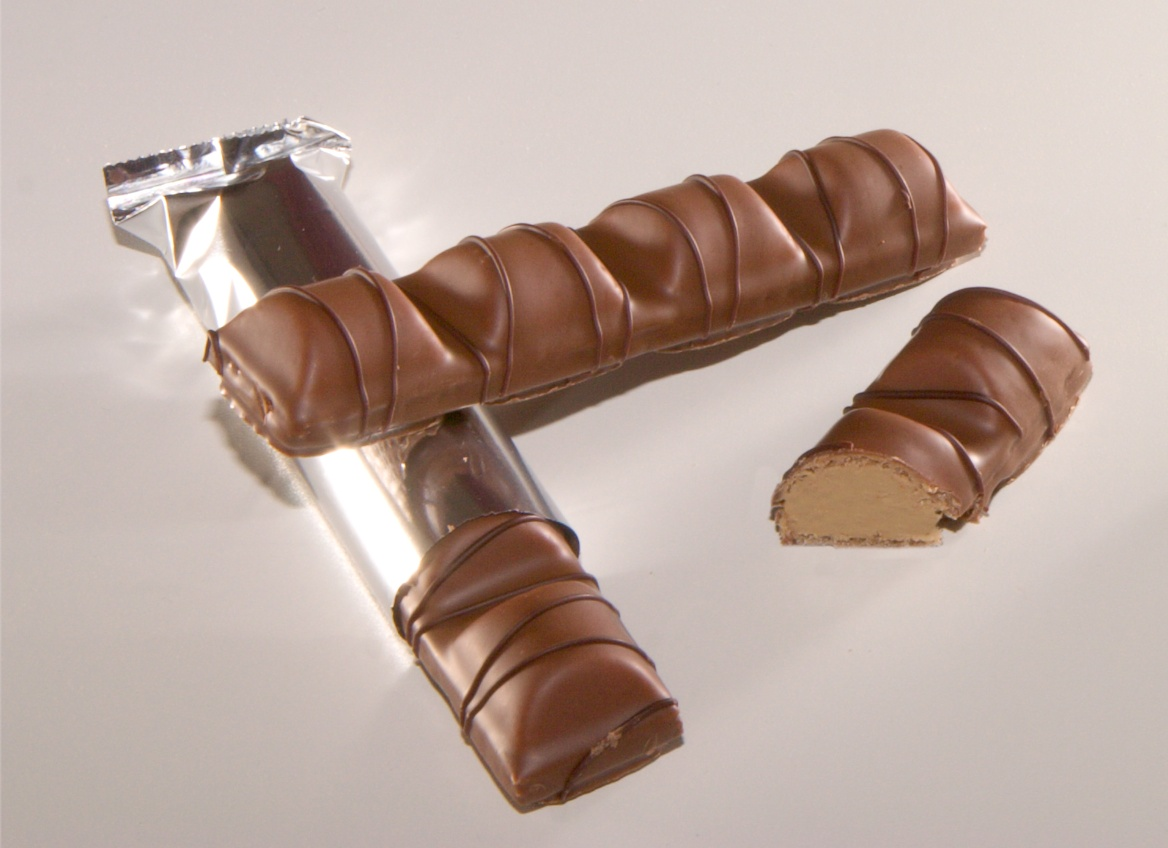
健达缤纷乐拆开包装之后

## 配料
牛奶巧克力31.5%（白砂糖，可可脂，可可浆，脱脂乳粉，无水奶油，大豆磷脂，香兰素），白砂糖，植物油，小麦面粉，榛子10.5%，脱脂乳粉，全脂乳粉，黑巧克力（白砂糖，可可浆，可可脂，大豆磷脂，香兰素），低脂可可粉，大豆磷脂，膨松剂，食盐，香兰素。牛奶成分為19.5%。

## 参見
- 健達巧克力
- 健達奇趣蛋
- 健達出奇蛋

## 外部連結
- 健達 官方網站 （页面存档备份，存于）
- 健達 官方的Facebook專頁

 维基共享资源上的相關多媒體資源：健達繽紛樂巧克力